# بوک آف
بوک آف (انگلیسی: Book Off) شرکت خرده‌فروشی ژاپنی است، که در سال ۱۹۹۱ تأسیس شد.